# Стефан Медем
Стефан Медем (нар. 2 квітня 1960) — колишній швейцарський тенісист.
Найвищу одиночну позицію світового рейтингу — 219 місце досяг 15 вересня 1986, парну — 144 місце — 23 червня 1986 року.
Найвищим досягненням на турнірах Великого шолома було 2 коло в парному розряді.

## Титули на челленджерах

### Парний розряд: (2)
| Ранг | Рік  | Турнір           | Покриття | Партнер              | Суперники                    | Рахунок       |
| ---- | ---- | ---------------- | -------- | -------------------- | ---------------------------- | ------------- |
| 1.   | 1985 | Салоніки, Греція | Тверде   | Срінівасан Васудеван | Браян Левін Біллі Нілон      | 6–3, 5–7, 6–3 |
| 2.   | 1988 | Найробі, Кенія   | Ґрунт    | Бад Кокс             | Уго Коломбіні Агустін Морено | 7–6, 4–6, 6–4 |